# Chetostoma melliculum
Chetostoma melliculum är en tvåvingeart som först beskrevs av Richter 1965.  Chetostoma melliculum ingår i släktet Chetostoma och familjen borrflugor. Inga underarter finns listade i Catalogue of Life.